# Diego Sánchez de Badajoz
Diego Sánchez de Badajoz (Talavera la Real, 1479 – Badajoz, 1549) è stato uno scrittore portoghese.
Seguace di Gil Vicente, fu autore della celebre opera Raccolta in metrica (post. 1554).